# 天天向上
天天向上（てんてんこうじょう、英語読名：Tian Tian Xiang Shang / Day Day Up）は、中国湖南省長沙市にあるテレビ局・湖南テレビの衛星チャンネルである湖南衛視が制作・放送しているバラエティー番組である。

## 概要
放送時間は以下の通り。全て中国時間。
- 2008年8月7日に月曜日から木曜日までの60分番組として放送開始。
- 2008年9月からは、毎週金曜日の19:30〜22:00の放送。
- 2012年からは、毎週金曜日の20:10〜22:00の放送。
- 2014年1月3日からは、我是歌手と放送時間を入れ替え、毎週金曜日の22:00〜24:00の放送。
- 2014年4月11日からは、毎週金曜日の20:10〜22:00からの放送。
- 2015年からは、毎週金曜日の20:20〜22:00からの放送。
- 2016年4月29日からは、毎週金曜日の22:00〜23:50からの放送。
- 2018年4月22日からは、毎週日曜日の22:00〜23:50からの放送。

現在、2億から3億人の視聴者がいると言われており、2009年1月初頭には、視聴率でも長期にわたりトップを誇っていた『快楽大本営』を抜き去った。この「快楽大本営」とは今でも視聴率のトップを争うほどの人気番組となっている。
同番組を制作放送する湖南衛視（テレビ）は韓国ドラマを積極的に放送している局としても有名で、中国で最もエンタテインメント色が強い局と言われる。

## 番組内容
面白おかしいショートコントやゲームを通して、礼儀、道徳、伝統などを学んだり、採用面接、夫婦喧嘩、お見合いなど様々な場面で、ピンチに立ったときにどうやって言い逃れをするか、様子を楽しんだりするバラエティー番組。

## 出演者
レギュラー
超級女声など100あまりの司会経験を持つ汪涵（ワン・ハン）を始めとする6人のレギュラー司会陣で構成されている。
レギュラー陣は、《天天兄弟》と呼ばれており、雑誌《新周刊》が選んだ2008年度の最優秀娯楽番組賞と娯楽司会者賞を同時に獲得している。
中国をメインに活動している大阪出身の日本人俳優の矢野浩二も、「浩二（中国語読みでハオアール）」としてレギュラー司会陣に名を連ねており、時には関西弁乗りの中国語を織り交ぜながら「意味不明のナンセンス」を話す役として出演しているが、連続ドラマや映画の仕事がある時は出演していない。
他には、上海出身の若手俳優・銭楓、台湾出身の欧弟（現在は降板）、やアメリカ人の董貝克も司会者として出演している。
ゲスト
コメディ俳優の郭冬臨もゲストとして出演している。
2009年6月には、韓国の人気アイドルグループ｢東方神起｣のメンバーであるジュンスの双子兄が同番組に出演して話題となった。
2010年春には、日本の大手プロダクションのひとつが中心となって、同番組から新しいアイドルグループを輩出するためのオーディションが企画されており、同年には日本人アーティストのSMAPを筆頭にw-inds.・中孝介・モーニング娘。や津軽三味線の吉田兄弟らがゲスト出演している。